# Ponte de Eleuterna
A ponte de Eleuterna é uma antiga ponte em arco ainda em uso situada perto da antiga cidade-estado de Eleuterna, na parte central de Creta, Grécia, no que é hoje a unidade regional de Retimno.
É uma estrutura bem preservada com um só tramo com 3,95 metros, bastante comprido para um arco falso. A abertuda foi construída com blocos de calcário sem argamassa, na forma de um triângulo isósceles, cuja altura é 1,84 m. O comprimento total da ponte é 9,35 m e a largura varia entre 5,05 e 5,2 m, com a estrutura a convergir ligeiramente para o ponto central sobre o arco . A altura oscila entre 4 e 4,2 m.
A ponte foi descrita pela primeira vez pelo explorador inglês Thomas Spratt no seu livro “Travels and Researches in Crete”, publicado após ter visitado a ilha em 1853. Nesse tempo havia outra ponte com um arco triangular a umas centenas de metros da ponte ainda existente, a qual foi quase certamente destruída antes de 1893.
Embora haja acordo sobre o facto de ambas as pontes de Eleuterna serem anteriores ao período romano, não há datas precisas por falta de dados. Segundo Athanassios Nakassis, a ponte existente foi construída em algum momento do período helenístico, enquanto que o académico italiano Vittorio Galliazzo avança com uma datação mais precisa, no final do século IV a.C. ou início do século III a.C.